# Hans Singer
 (août 2017).
Sir Hans Wolfgang Singer, dit Hans Singer (né le 29 novembre 1910 à Elberfeld en Empire allemand et mort le 26 février 2006 à Brighton) est un économiste allemand devenu britannique en 1946. Il travaille sur l'économie du développement et est connu pour la thèse de Singer-Prebish qui a pour sujet la dégradation des termes de l'échange. Il fait partie des premiers économistes hétérodoxes reconnus.

## Jeunesse et famille
Hans Singer est un Juif allemand, il a essayé de devenir médecin avant de d’étudier l’économie après avoir assisté à des cours d'éminents économistes tels que Joseph Schumpeter et Arthur Spiethoff à Bonn. Singer a quitté l'Allemagne d'Adolf Hitler en 1933, arrivant au Royaume-Uni en tant que réfugié.
Hans Singer épouse en 1933 Ilse Plaut, ils ont deux fils.

## Carrière
En 1933, Schumpeter convainc John Maynard Keynes de l’université de Cambridge de prendre Singer parmi ses premiers doctorants, et Singer obtient son doctorat en 1936. Sous la direction de Keynes, il publie deux articles en 1937 et 1940 traitant du chômage. Keynes intervient aussi pour la rapide libération de Singer, enfermé par le gouvernement britannique au début de la Seconde Guerre mondiale. En 1938, il demande la citoyenneté britannique et donne comme références Keynes, William Beveridge, William Temple et le vice-président de l'université de Manchester ; sa demande est acceptée en 1946.
En 1947, il est l'un des trois premiers économistes à rejoindre le nouveau département économique des Nations unies, dans lequel il reste durant deux décennies. Pendant sa période aux Nations unies, Singer est directeur du département économique de l'Organisation des Nations unies pour le développement industriel (ONUDI), directeur de l'Institut de recherche des Nations unies pour le développement social et est étroitement impliqué dans la mise en place des Accords de Bretton Woods et dans les institutions financières internationales de l'après-guerre.
Hans Singer publie en 1950 une étude sur les coûts du marché international, critique vis-à-vis de ses confrères Jacob Viner et Gottfried Haberler. Il propose la fameuse « thèse Singer-Prebisch » selon laquelle les termes de l'échange des produits primaires (produits de l'agriculture et matières premières) face aux produits manufacturés tendent à se dégrader au cours du temps, thèse attribuée aussi à Raúl Prebisch. Cependant, les deux économistes n'ont pas collaboré et sont parvenus aux mêmes conclusions séparément. Les partisans de Singer ont rapidement relevé que Singer a rédigé sa thèse avant Prebisch, qui est plus connu. L'idée principale de la thèse est que dans un système mondial où les pays pauvres sont spécialisés dans les matières premières (minerais et agriculture), qu’il font parvenir aux pays industrialisés, lesquels transforment ces produits pour les revendre aux pays pauvres, dans un tel système tous les bénéfices du commerce international restent dans les pays riches.
Par conséquent, Singer est un fervent défenseur de l'augmentation de l'aide internationale aux pays en voie de développement, sous diverses formes, pour contrebalancer les privilèges des pays développés dans le commerce international. Il essaye de crée un fonds de « prêt à faible taux » (Soft loan) pour proposer des prêts à des taux inférieurs à ceux du marché, fonds qui serait géré par les Nations unies. Cette idée est systématiquement bloquée par les États-Unis et le Royaume-Uni, qui souhaitent maintenir les Nations unies à l'écart du contrôle monétaire. Il est donc considéré comme « un des sauvages de l'ONU » (one of the wild men of the UN) par Eugene R. Black Sr. de la Banque mondiale et par le sénateur américain Eugene McCarthy.
Les idées de Hans Singer influencent la fondation de l'Association internationale de développement, du Programme des Nations unies pour le développement et du Programme alimentaire mondial.
Son confrère économiste, Alexander Cairncross (en) a dit de Singer: « Il y a peu de pays en voie de développement qu'il n'ait visité et encore moins qu’il n’ait conseillé. Il est parmi tous les économistes celui qui s’est adressé au plus grand nombre d'universitaires dans les lieux les plus divers et sur les thèmes les plus variés ». Singer, comme Prebisch, influencèrent la naissance de théoriciens néo-marxistes comme Paul Baran et André Gunder Frank. Cependant, il n'était pas considéré comme un néo-marxiste et ne se voyait pas lui-même comme tel.
Hans Singer quitte l'Organisation des Nations unies en 1969 pour rejoindre l'éminent Institute of Development Studies à l'université du Sussex en Angleterre.
Hans Singer a publié environ 30 livres sous son nom et contribué à près de 300 autres publications. Il meurt à Brighton en 2006.

## Distinctions
Hans Singer est nommé membre horaire (Honorary Fellowship) du International Institute of Social Studies en 1977. À l’âge de 80 ans, il devient docteur honoris causa des universités de Glasgow, Kent, et Sussex, ainsi que d’autres universités en Argentine, Autriche et au Portugal. Il est fait Knight Bachelor par la reine Élisabeth II en 1994 pour sa contribution aux questions économiques. En 2001, il reçoit le Food for Life award du Programme alimentaire mondial en reconnaissance pour sa contribution dans la bataille contre la faim. En 2004, Hans Singer est récompensé avec le First Lifetime Achievement Award par le Development Studies Association.

## Hommages
Le German Development Institute et Institute of Development Studies ont créé le cycle de conférences annuelles Hans Singer Lecture on Global Development, qui est donné alternativement à Bonn et à Brighton. Paul Collier de l'université d'Oxford a donné la première conférence en mai 2009 à Bonn. Jomo Kwame Sundaram, vice-secrétaire général de la Commission économique pour l'Afrique, a donné la seconde conférence en octobre 2010 à Brighton. Stephen Chan (en), de l'École des études orientales africaines à l'université de Londres, a donné la troisième conférence en novembre 2011.